# Mátový čaj
Mátový čaj je bylinný nápoj, který vznikne odvarem sušených nebo čerstvých listů či kvetoucí natě máty peprné. Občas se připravují varianty nápoje i ve směsi s černým nebo zeleným čajem. Zvlášť oblíbeným se stal mátový čaj v Maroku, kde se považuje za národní nápoj. Zde se téměř vždy jedná o recepturu se zeleným čajem a větším množstvím cukru. Mátu zná lidstvo už dlouhá staletí. Řečtí atleti si pomocí máty zlepšovali kondici, zatímco Římané pili mátový čaj při nejrůznějších setkáních.

## Léčebné účinky
Kvůli vysokému obsahu silic v listech (1–2,5 %), především mentholu, je mátový čaj oblíbený pro své léčebné účinky. Má vliv na trávicí ústrojí a vylučování žaludečních šťáv, působí protizánětlivě.

## Galerie

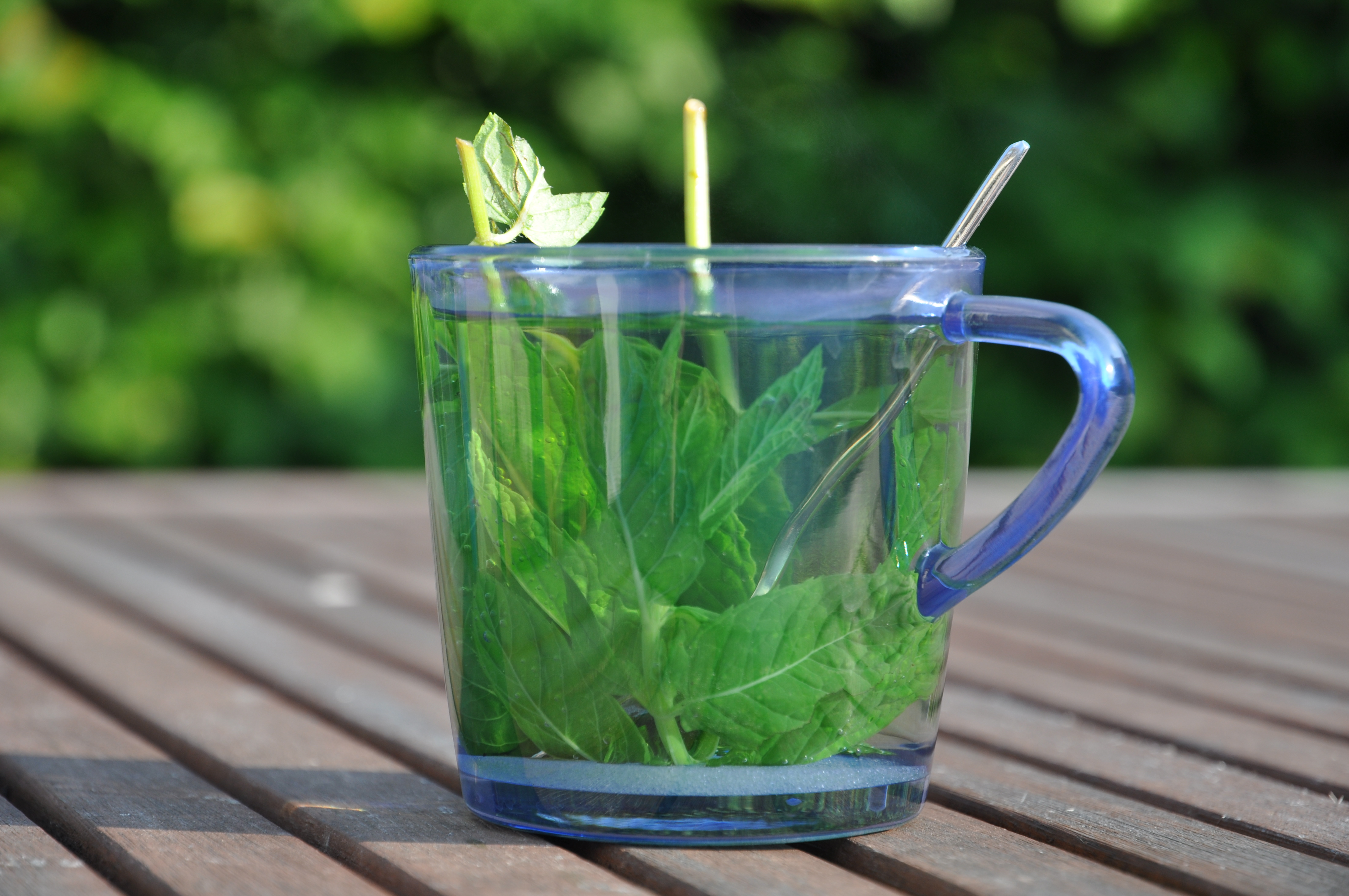
Čaj z máty klasnaté
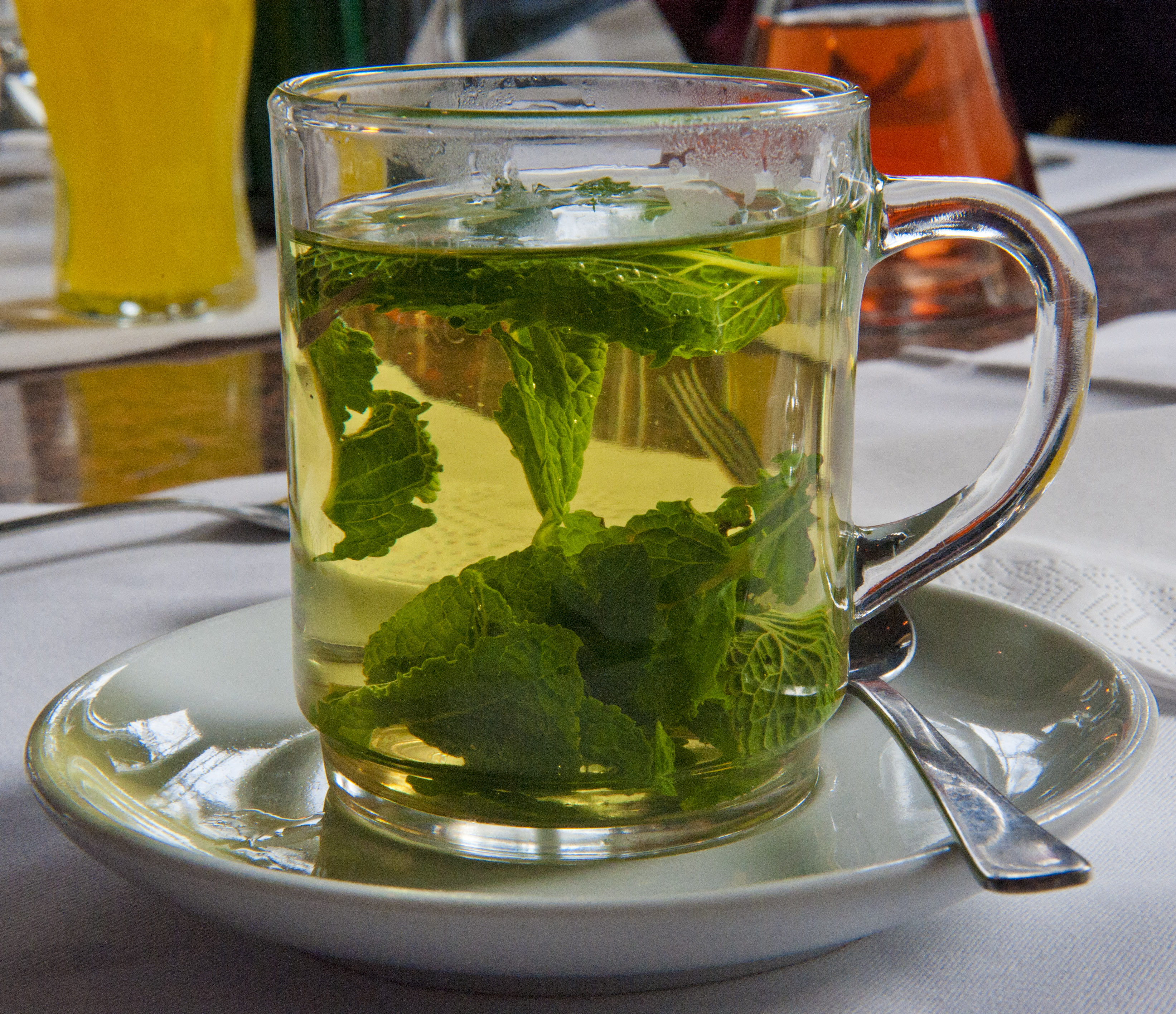
Čaj z máty peprné
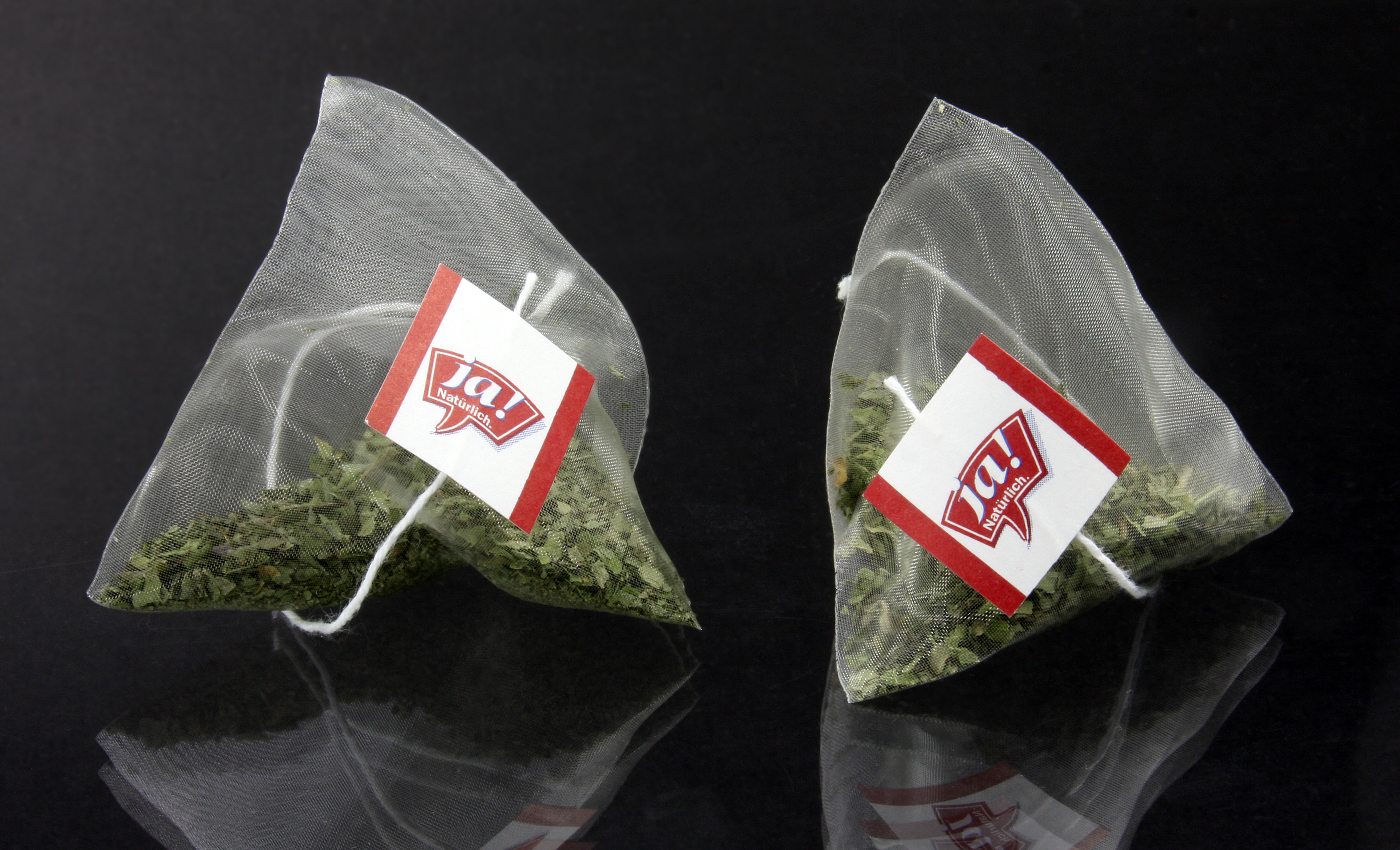
Čaj z máty peprné v sáčcích
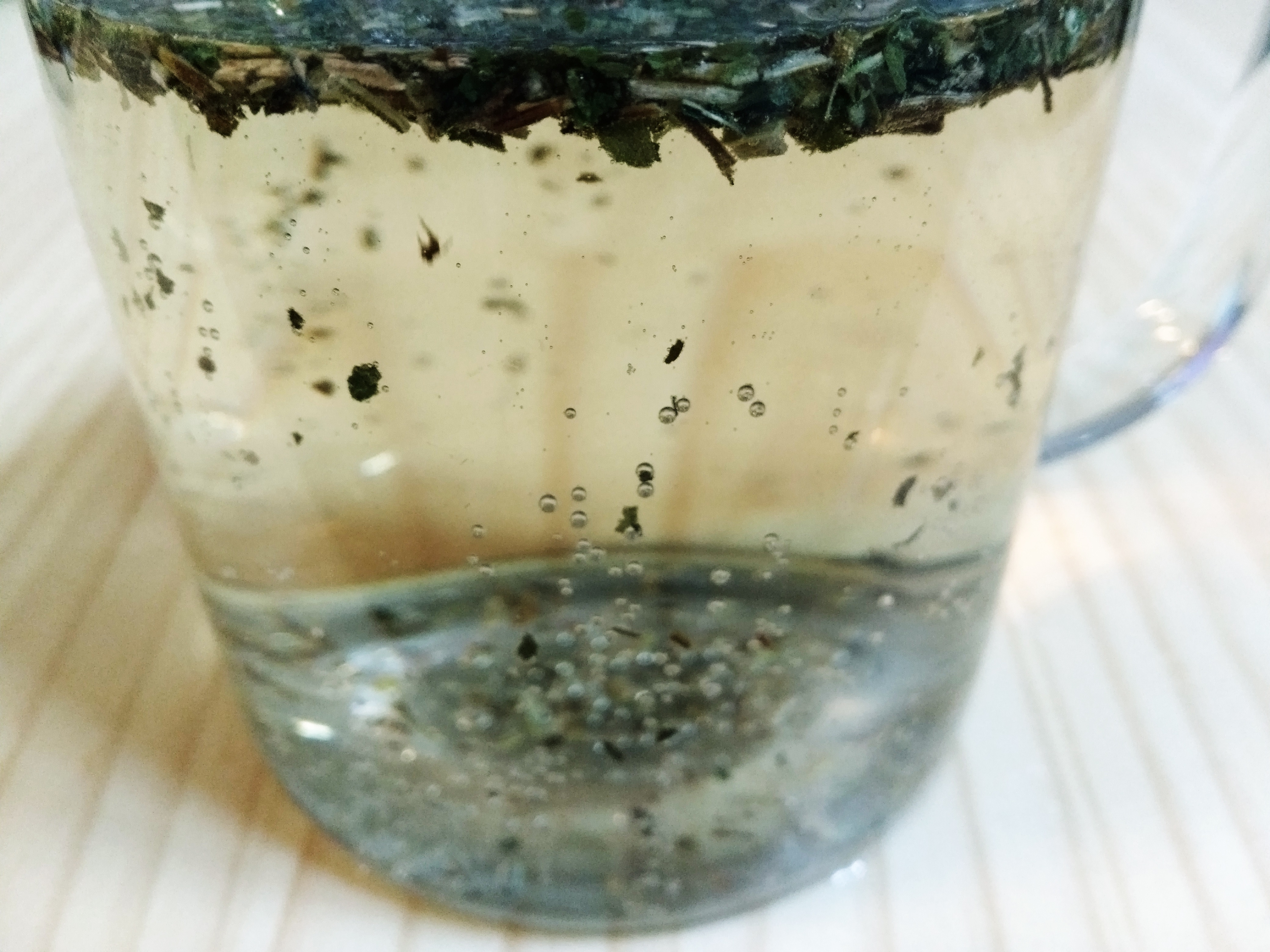
Louhování mátového čaje
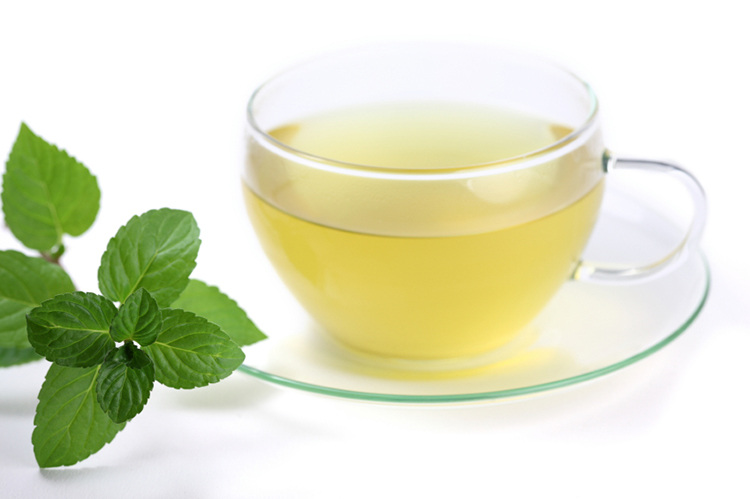
Sklenice mátového čaje s listy máty
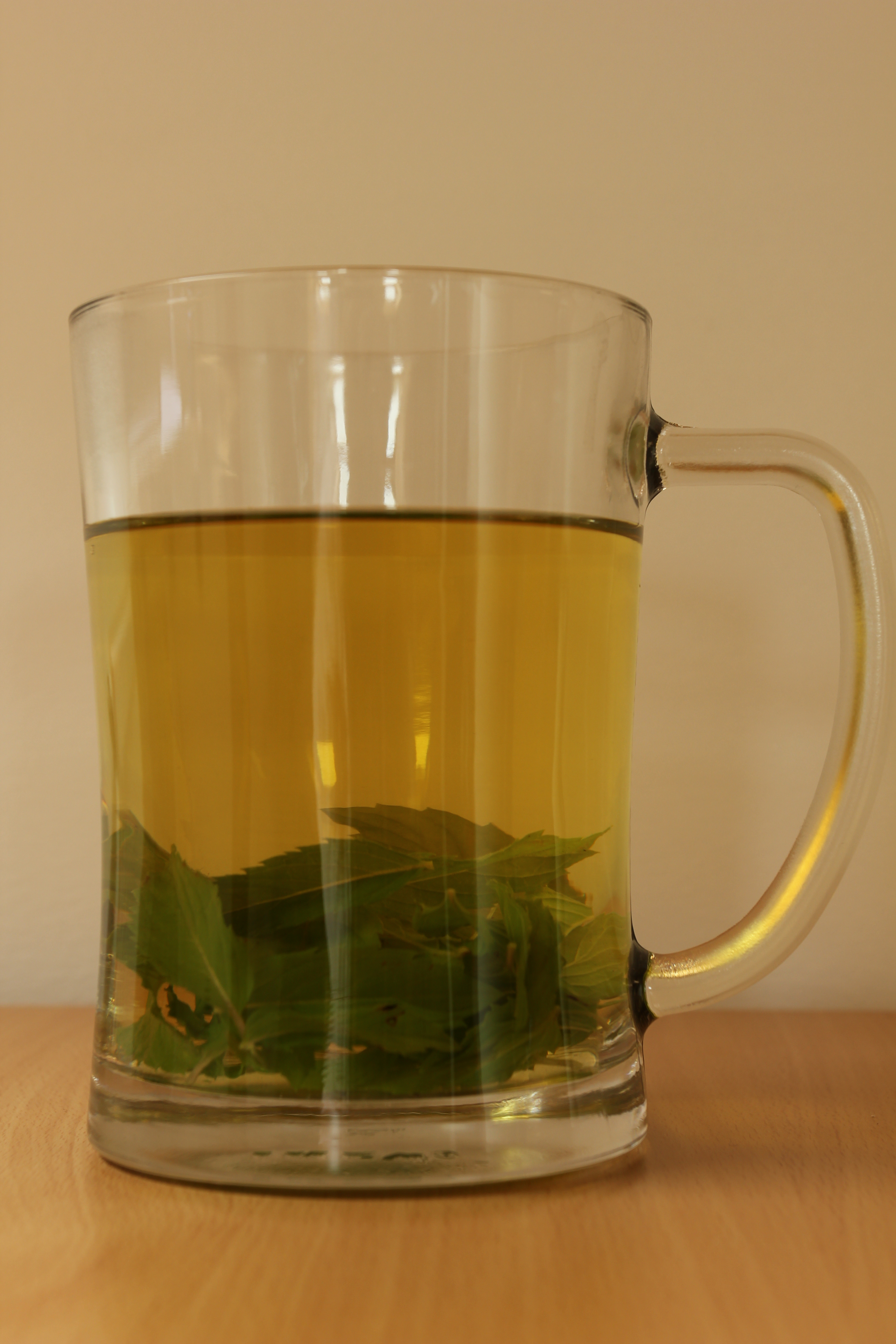
Pravý mátový čaj z máty peprné
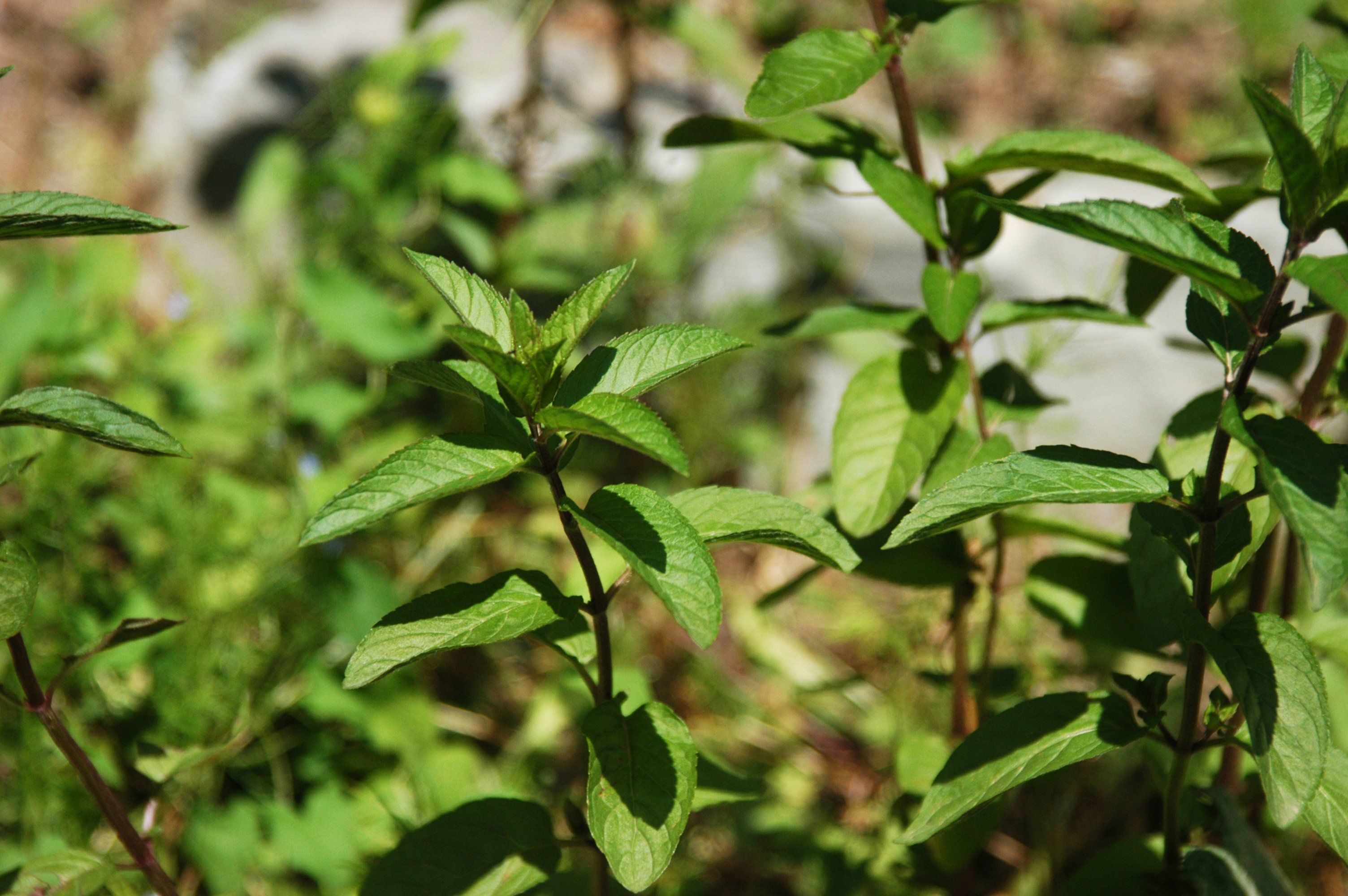
Máta peprná